# Grupo Internacional de Informação e Análise de Segurança de Tráfego
O Grupo Internacional de Informação e Análise de Segurança de Tráfego (IRTAD, na sigla em inglês) é um centro de pesquisa de transporte da Organização para a Cooperação e Desenvolvimento Econômico (OECD, na sigla inglesa) e do Fórum Internacional dos Transportes (ITF, na sigla em inglês) localizado em Paris, França, que cobre os dados de segurança de tráfego de países dentro e fora da Europa.
O banco de dados do centro de pesquisa foi iniciado em 1988, no Instituto Federal de Pesquisas Rodoviárias (BASt, na sigla em alemão) em Bergisch Gladbach, Alemanha, em resposta a pedidos de dados comparativos internacionais. Com o tempo, tornou-se um recurso importante para comparar as métricas de segurança rodoviária entre os vários países desenvolvidos.
Atualmente, 38 países estão incluídos: Argentina, Austrália, Áustria, Bélgica, Camboja, Canadá, Chile, República Tcheca, Dinamarca, Finlândia, França, Alemanha, Grécia, Hungria, Islândia, Irlanda, Israel, Itália, Jamaica, Japão, Coreia do Sul, Lituânia, Luxemburgo, Malásia, Marrocos, Países Baixos, Nova Zelândia, Nigéria, Noruega, Polônia, Portugal, Sérvia, Eslovênia, Espanha, Suécia, Suíça, Reino Unido e Estados Unidos.